# Суерка
Суерка — село в Упоровском районе Тюменской области России. Административный центр Суерского сельского поселения.
Расположено на левом берегу реки Тобол. Расстояние до областного центра города Тюмени 160 км, районного центра села Упорово 18 км.

## Административно-территориальное деление
- 1672 Тобольский уезд. Основана Суерская слобода.[2].
- 1708 Сибирская губерния, Тобольский уезд, Суерская слобода.[3].
- 1720 Сибирская губерния, Тобольский уезд, Ялуторовский дистрикт, Суерский острог.[3]
- 1782 Тобольское наместничество, Ялуторовский уезд, Суерский острог.[3]
- 1796 Тобольская губерния, Ялуторовский округ, Суерская волость, Суерская слобода.[3]
- 1898 Тобольская губерния, Ялуторовский уезд, Суерская волость, село Суерское.[3]
- 1919 Тюменская губерния, Ялуторовский уезд, Суерская волость, село Суерское.[3]
- 03.11.1923 Уральская область (РСФСР), Тюменский округ, Суерский район, Суерский сельский совет, село Суерское.[3]
- 08.08.1930 Уральская область (РСФСР), Суерский район, Суерский сельский совет, село Суерское.[3]
- 01.01.1932 Уральская область (РСФСР), Упоровский район, Суерский сельский совет, село Суерское.[3]
- 17.01.1934 Челябинская область, Упоровский район, Суерский сельский совет, село Суерское.[3]
- 07.12 1934 Омская область, Упоровский район, Суерский сельский совет, село Суерское.[3]
- 14.08.1944 Тюменская область, Упоровский район, Суерское сельский совет, село Суерка.[3]
- 01.02.1963 Тюменская область, Ялуторовский район, Суерский сельский совет, село Суерка.[3]
- 12.01.1965 Тюменская область, Заводоуковский район, Суерский сельский совет, село Суерка.[3]
- 30.12.1966 Тюменская область, Упоровский район, Суерский сельский совет, село Суерка.[3]
- 21.12.2005 Тюменская область, Упоровский район, Суерское сельское поселение, село Суерка.[3]

## История
Село Суерское является первым поселением на территории Упоровского района после завоевания Ермаком Сибири. Название села происходит от реки Суерь — от тюркского «сув йар» — «сырой овраг» и названа в честь разграбленной язычниками в 1660-е годы слободы Верхнесуерской. Основана как слобода Суерская в 1672 году, именовалась также слободой Осиповой — по имени основателя Осипа Давыдова. В 1676 году в слободе Суерской проживало мужчин — 21 чел.. В переписи 1683 года Тобольского уезда Льва Поскочина опубликована челобитная беломестных казаков и пашенных крестьян слободы Суерской писцу Льву Мироновичу Поскочину. В ней написано, что 
в прошлом де во РП году (1672) построена Суерская слобода и пашенные крестьяне государеву десятинную пашню пашут и деревнями построились около острогу в отъезде. И в прошлом во РПФ году (1681) выше их слободы построился слободою слободчик чюбаровский крестьянин Васка Пухов и чинит им всякую тесноту и обиды, земли их и сенные покосы отнимает. И великие государева жаловали их велели Суерской их слободе земли с новой с Усть Суерской слободы слободчику Ивану Пухову размежевать...
 В 1683 году Суерские, и Усть-Суерские слободские земли были размежеваны.

Для защиты от внешних вторжений в слободе Суерской был построен форпост. До 1695 года на службе в Суерском остроге состояло 26 драгунов, в 1696 году гарнизон был усилен до 92 драгунов, в 1744 году 60 человек. По сведениям Ялуторовской управительской канцелярии от 14 апреля 1749 года 
Суерский острог построен над рекою Тоболом в нем имеетца дворового строения 69, крестьян от 16 лет до 50 лет 202 чел. ... При оном Суерском остроге городовое строение; город Кремль, рубленный в углы; при нем одна башня проезжая, другие ворота; да город же лежачей  столбах; при нем три проезжие ворота, надолбы, рогатки и ров. Из оного числа им требуетца к полнению за ветхостью круг того острогу вновь починки.
К Суерской слободе в 1710 году относилось 15 деревень, к Суерскому острогу в 1749 году −23, в 1782 году — 29 деревень. Слободу называли ещё и острогом до 1796 года. В конце 18 века форпост Суерский утратил своё военно-оборонительное значение, с 1796 года становится волостным центром и слободой Суерской в составе Ялуторовского округа Тобольской губернии. В неё входили в 1795 году 23 деревни, 1816 г.-21, 1834 г.-22, 1858 г.-22, 1897 г. — 18, 1912 году — 15 дер. В 1923 году Суерская волость упразднена, населенные пункты вошли во вновь образованный Суерский район.
В 1912 году в селе Суерском были: две церкви Богородицкая и Серафимовская, одна часовня, волостная земская управа, библиотека, земская школа, церковно-приходская школа, хлебозапасной магазин, винная лавка, 6 торговых лавок, 7 ветряных мельниц, одна водяная мельница, маслодельня, 6 кузниц, пожарная охрана, земская станция. В 1912 году была открыта первая больница на 12 коек, в 2007 году её закрыли.
В советское время построены в 1973 году новая школа и интернат, клуб, правление колхоза, детский сад, аптека и целые улицы домов. В период реформирования 1991—2001 годов колхоз «Память Ленина» распался. Взамен его образовались крестьянские хозяйства. На юге села находится свиноферма на 500 голов, а в северо-восточной части расположены производственные площадки ООО «Стерх».
Объекты культурно-бытового обслуживания рассредоточены по селу и формируют несколько общественных зон. Школа занимает обширную территорию на окраине села в излучине р. Тобол; клуб с библиотекой, детский сад, ФАП образуют культурно-общественную зону; сеть магазинов по улице Школьной — торговую зону. К улице Красноармейская примыкает кладбище, рядом с которым находится церковь.

## Население
| 1710 | 1782 | 1816 | 1834 | 1858 | 1897 | 1989. | 2002 | 2010 |
| 407  | 530  | 702  | 795  | 909  | 1574 | 1979  | 1708 | 1053 |

## Церковь
Первые поселенцы слободы Суерской построили часовню во имя Флора и Лавра на берегу реки Тобол. В 1676 году в слободе проживал «дьячек Васка Степанов с сыном Родкою» и часовня уже в это время стояла. В 7196 (1688) году церковный староста Гришка Иванов и прихожане слободы Суерской написали челобитную митрополиту Тобольскому Павлу I 
на перенесение часовни во имя Флора и Лавра на пригоже место, так как прежнюю часовню во имя этих святых подмыло рекою Тоболом. Через год митрополитом Павлом I от 13 января 1689 года дается старосте грамота на отпуск по Тобольской епархии ходока с проводником для сбора собственно на церковное строение, притом с иконою Афанасия и Кирилла патриархов александрийских.
Новая деревянная церковь была построена во имя святых Афанасия и Кирилла Александрийских.

### Богородицкая церковь
Священник Тимофей Васильев с прихожанами 14 марта 1733 года просят 
Архипастыря позволить им построит вновь церковь с 2 престолами, а именно: первоначальный во имя Богородицы, нарицаемая чудотворная икона Смоленская, а второй во имя святителей Афанасия и Кирилла Александрийских.
 На высоком берегу Тобола 18 сентября 1778 года Ялуторовским протоиереем Петром Флоровским заложен двухэтажный каменный храм по плану и фасаду составленному архитектором Титовым. Окончательно построен в 1813 году на средства прихожан и благотворителей. Престолов в нём два: нижний теплый во имя Святителей Афанасия и Кирилла Александрийских освящен 18 сентября 1778; верхний холодный во имя Смоленской иконы Божией Матери освящен 25 сентября 1807 года. В середине 1930-х годов Богородицкую церковь разрушили, на месте её установлен поклонный крест.

### Серафимовская церковь
В 1901 году было получено разрешение на строительство храма на месте старой кладбищенской церкви, поскольку берег размывался, и церковь могла от этого пострадать. Строился новый храм на средства прихожан, в том числе и купечества, освящён в 1914 году во имя преподобного Серафима Саровского. Он стал красивейшим памятником архитектуры 19 века: высота колокольни — 29 метров, точёный иконостас покрыт был сусальным золотом, стены украшены фресками. В 1930-е годы церковь закрыли. В 1946 году открыли и снова закрыли в 1965 г. Подлинное возрождение храма началось в 1999 году. Вернулась в храм и чудотворная икона Смоленской Божией Матери.

## Известные люди села
- Богданов Владимир Леонидович — генеральный директор ПАО Сургутнефтегаз.

## Галерея

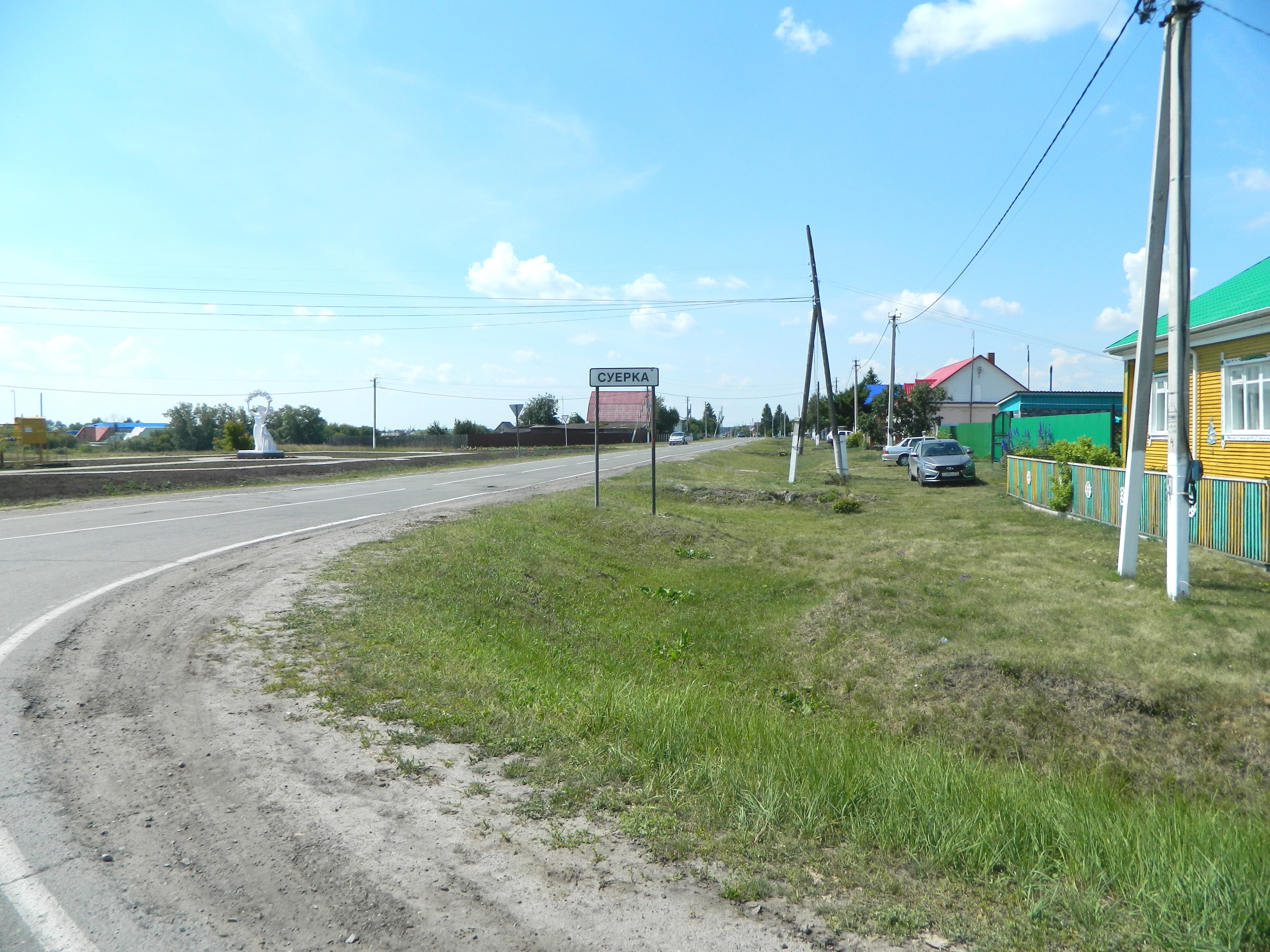
Въезд в с. Суерку
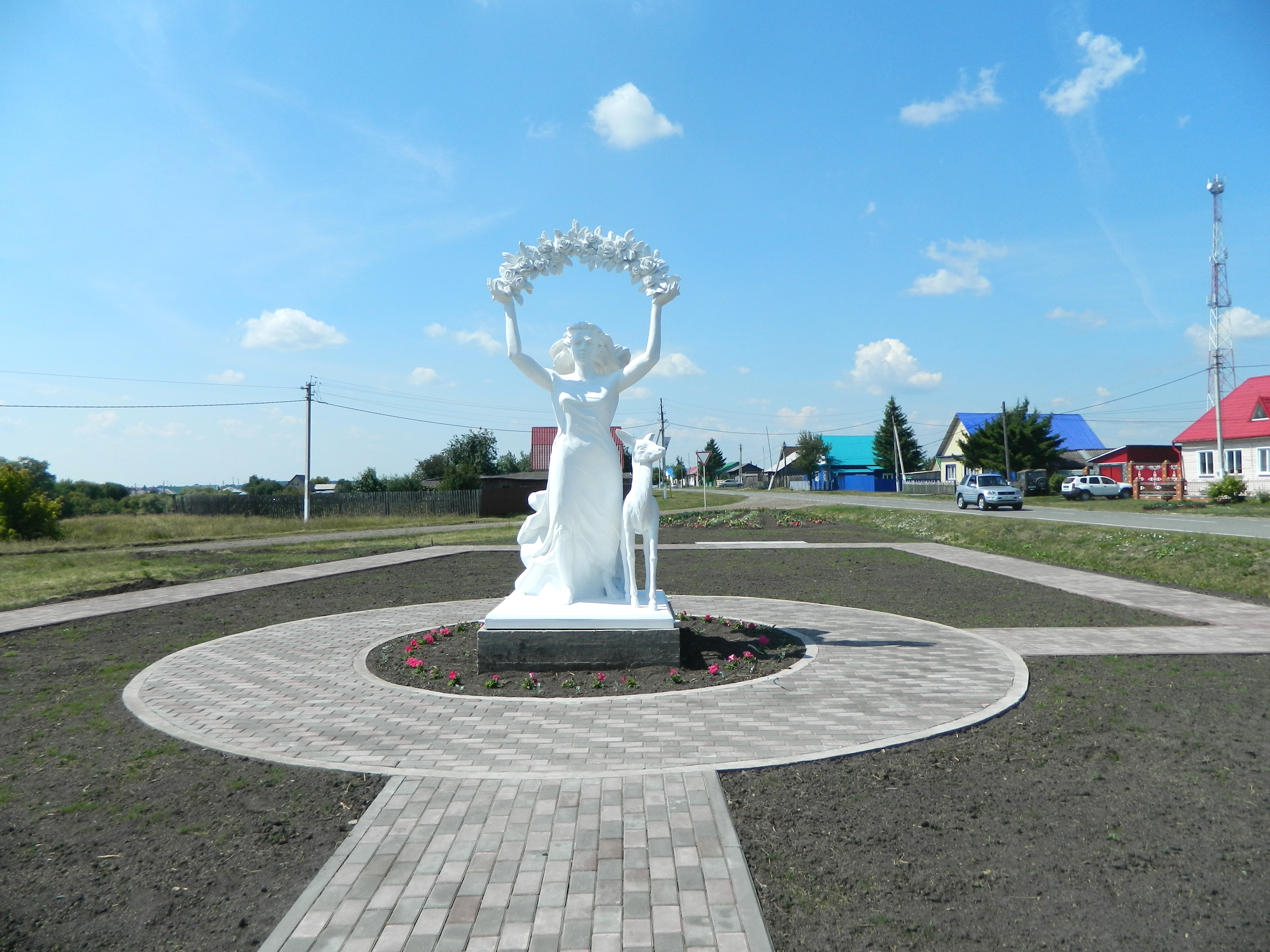
Скульптура "Суерчанка" при въезде в село
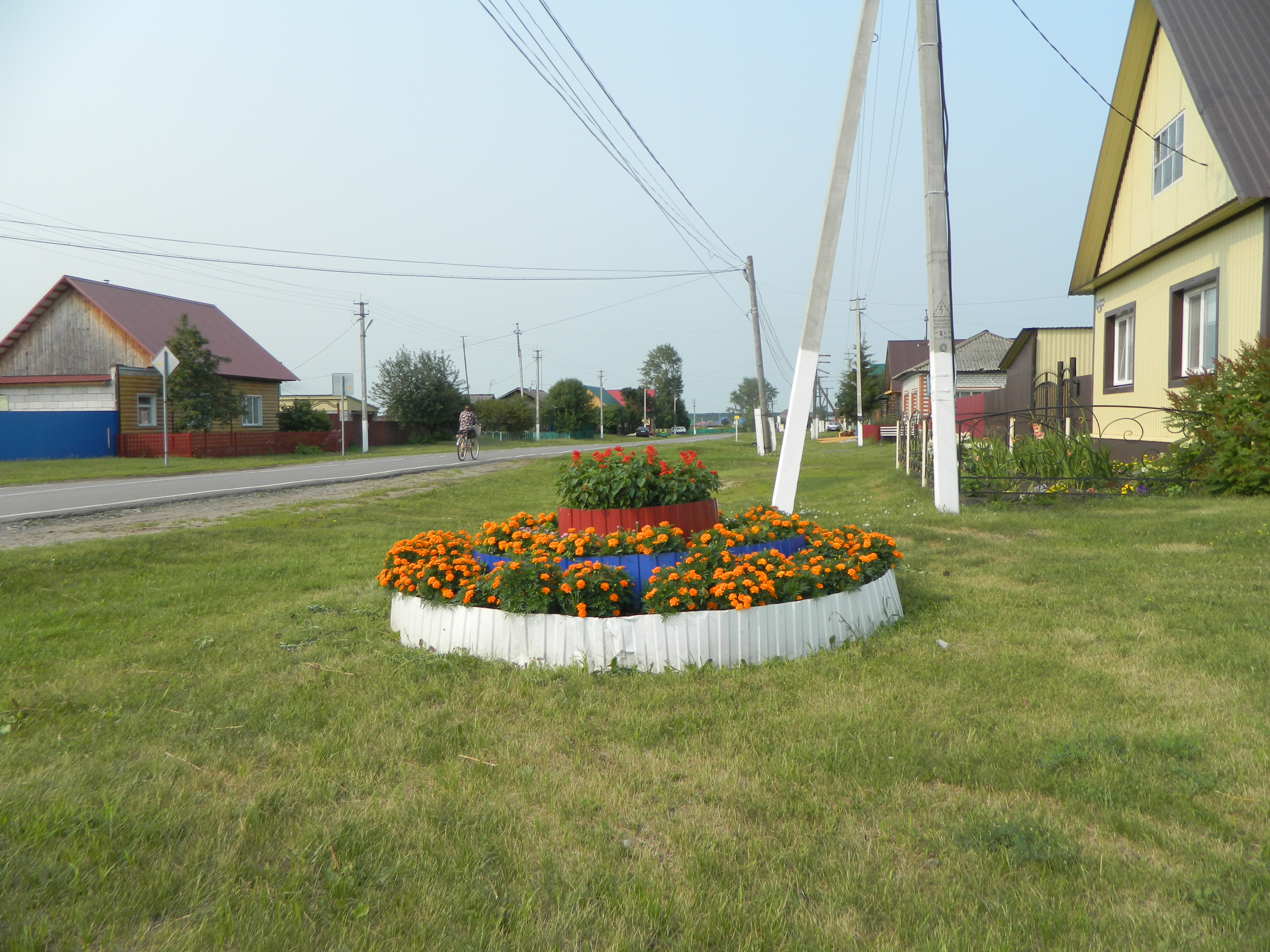
ул. Советская
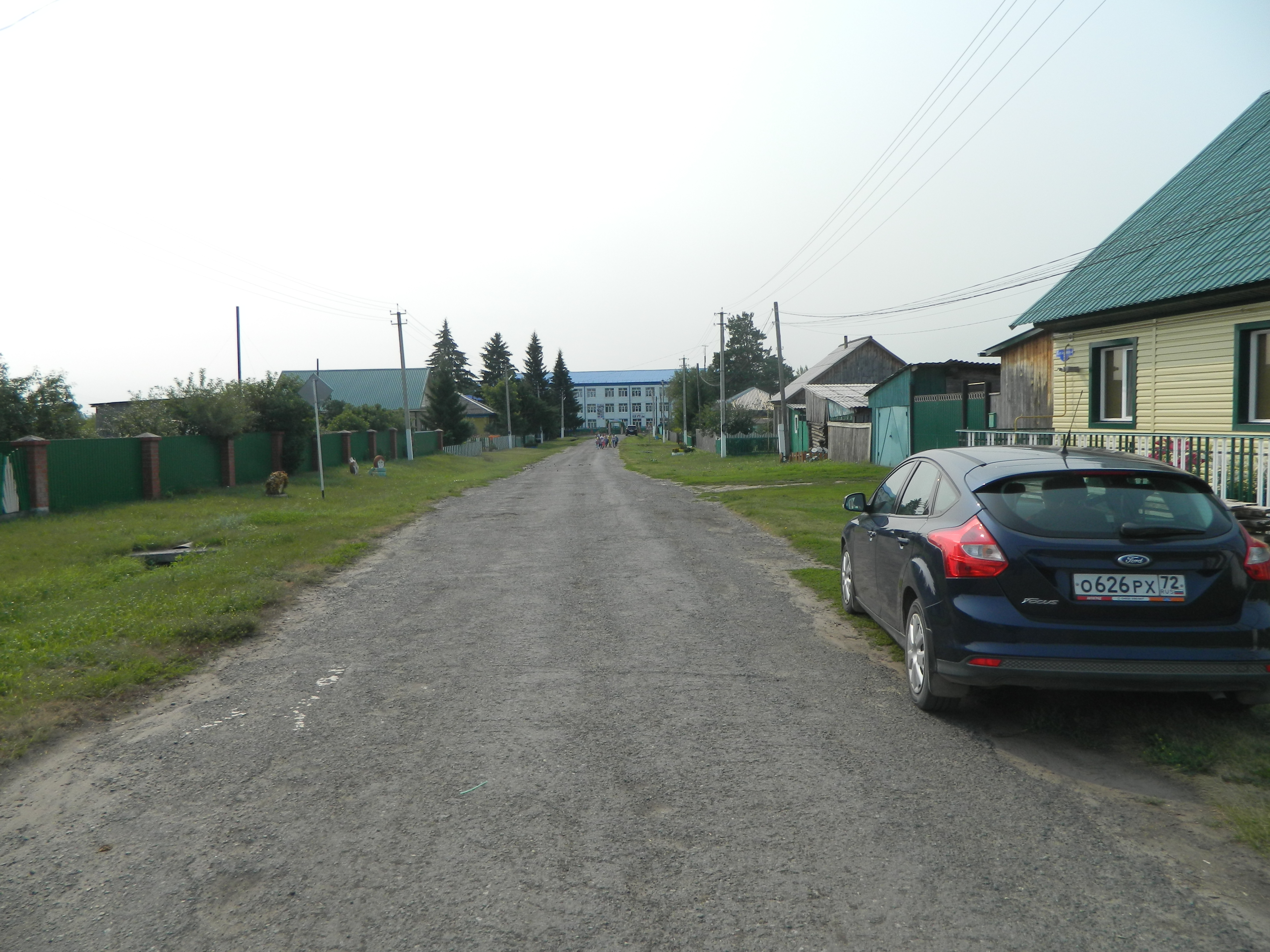
Вид на школу
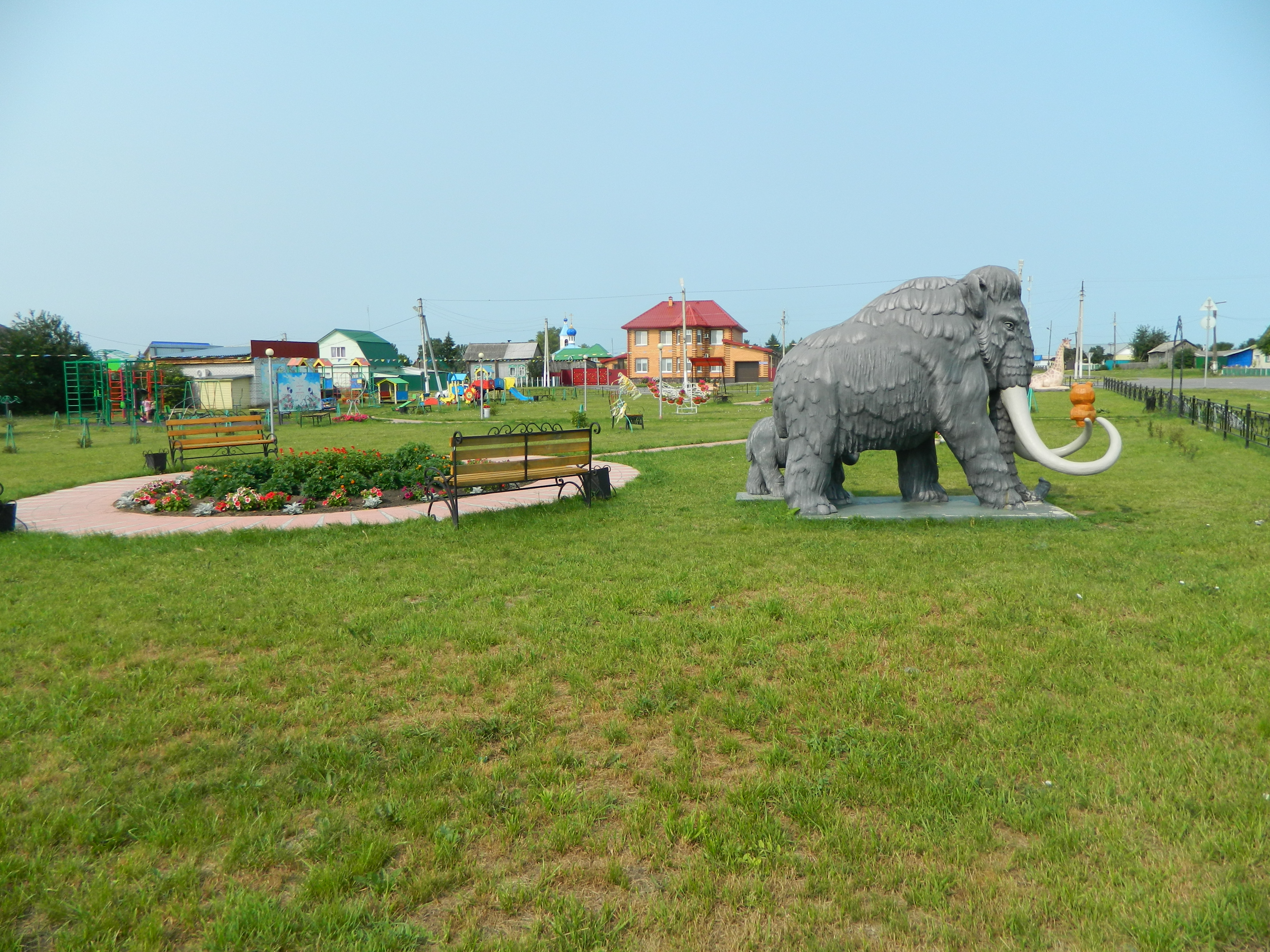
Центр
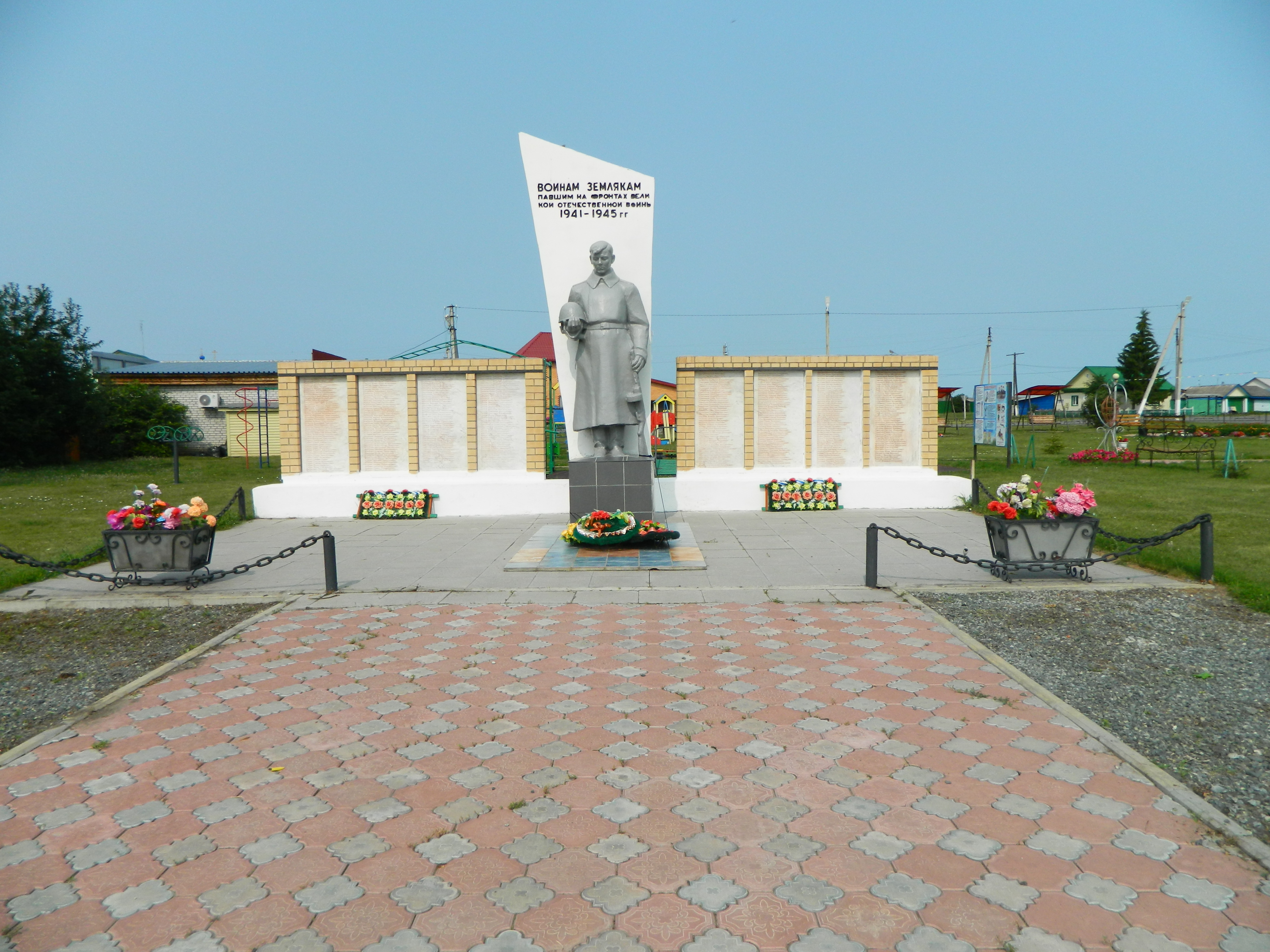
Памятник участникам ВОВ
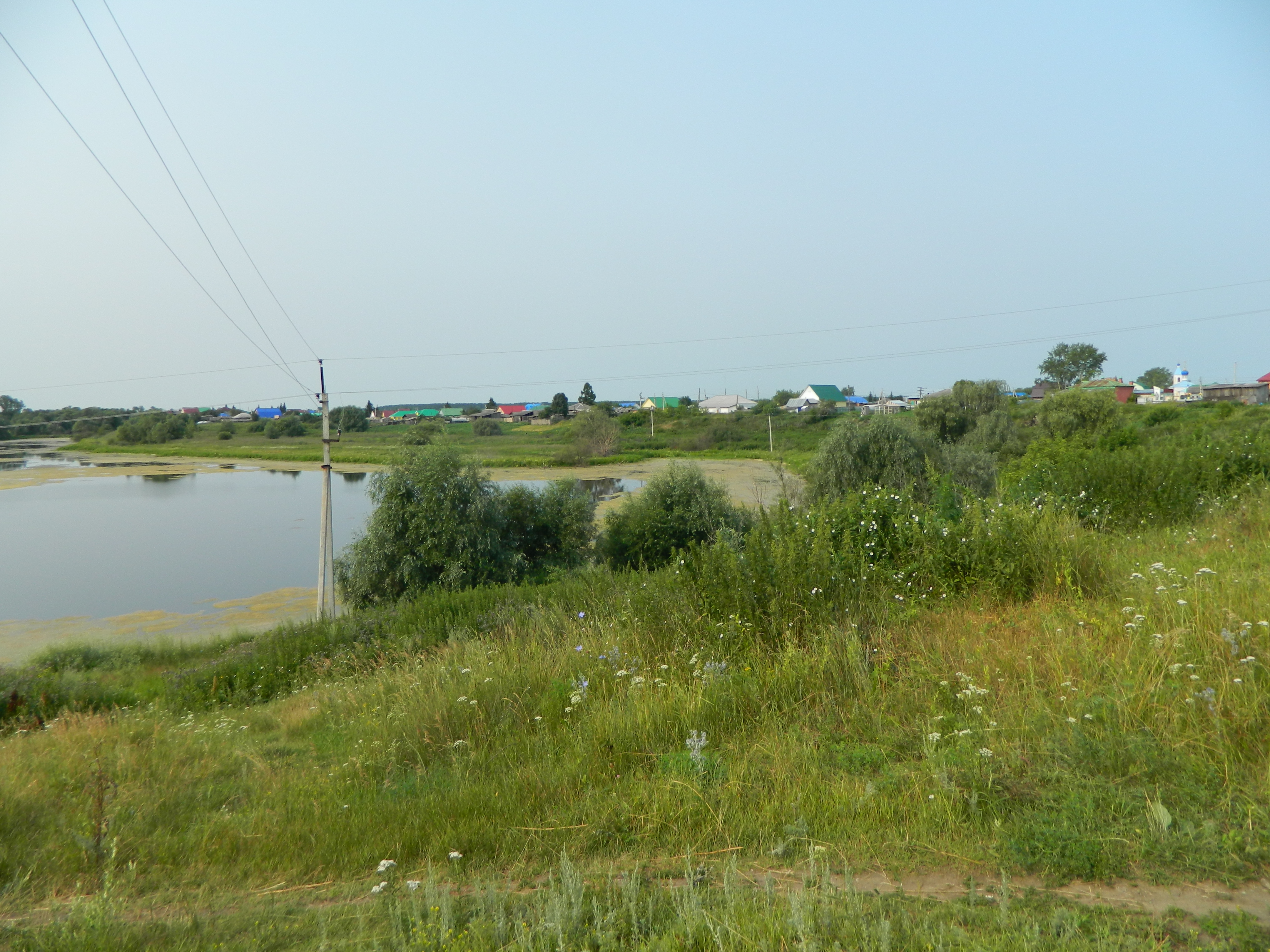
Старица р.Тобол
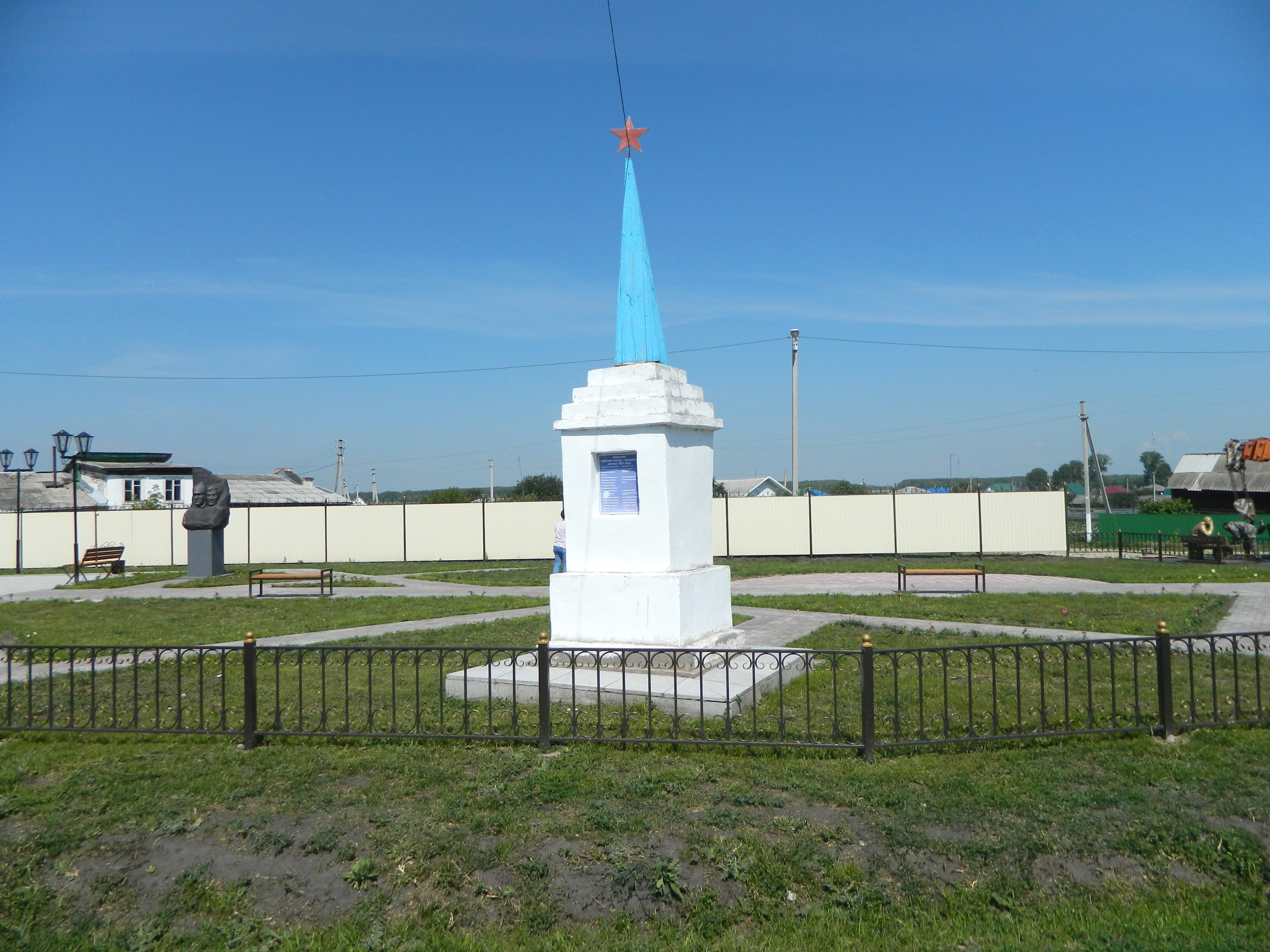
Памятник жертвам эсэро-кулацкого мятежа 1921 г.
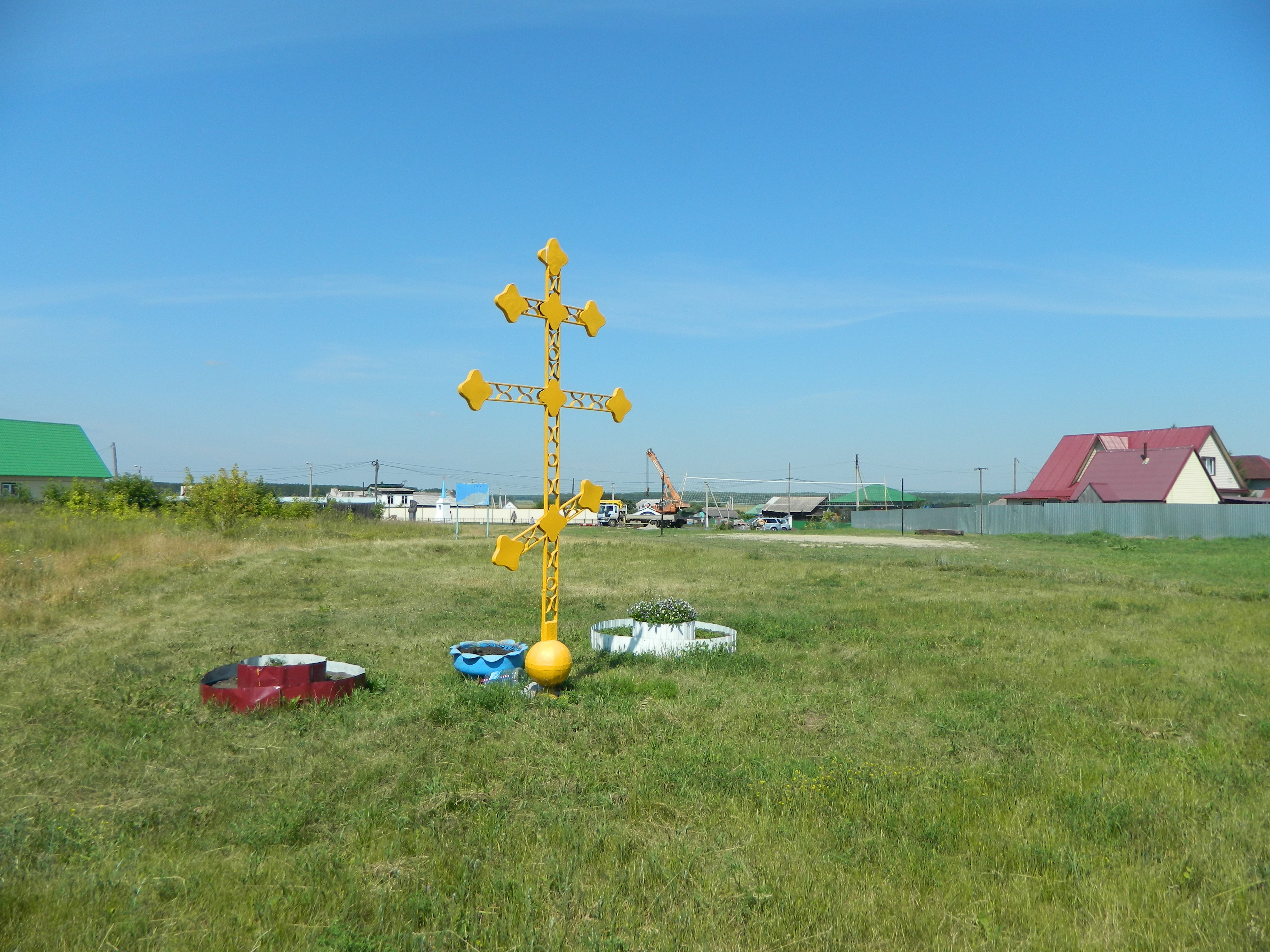
Поклонный крест. На этом месте стояла Богородицкая церковь
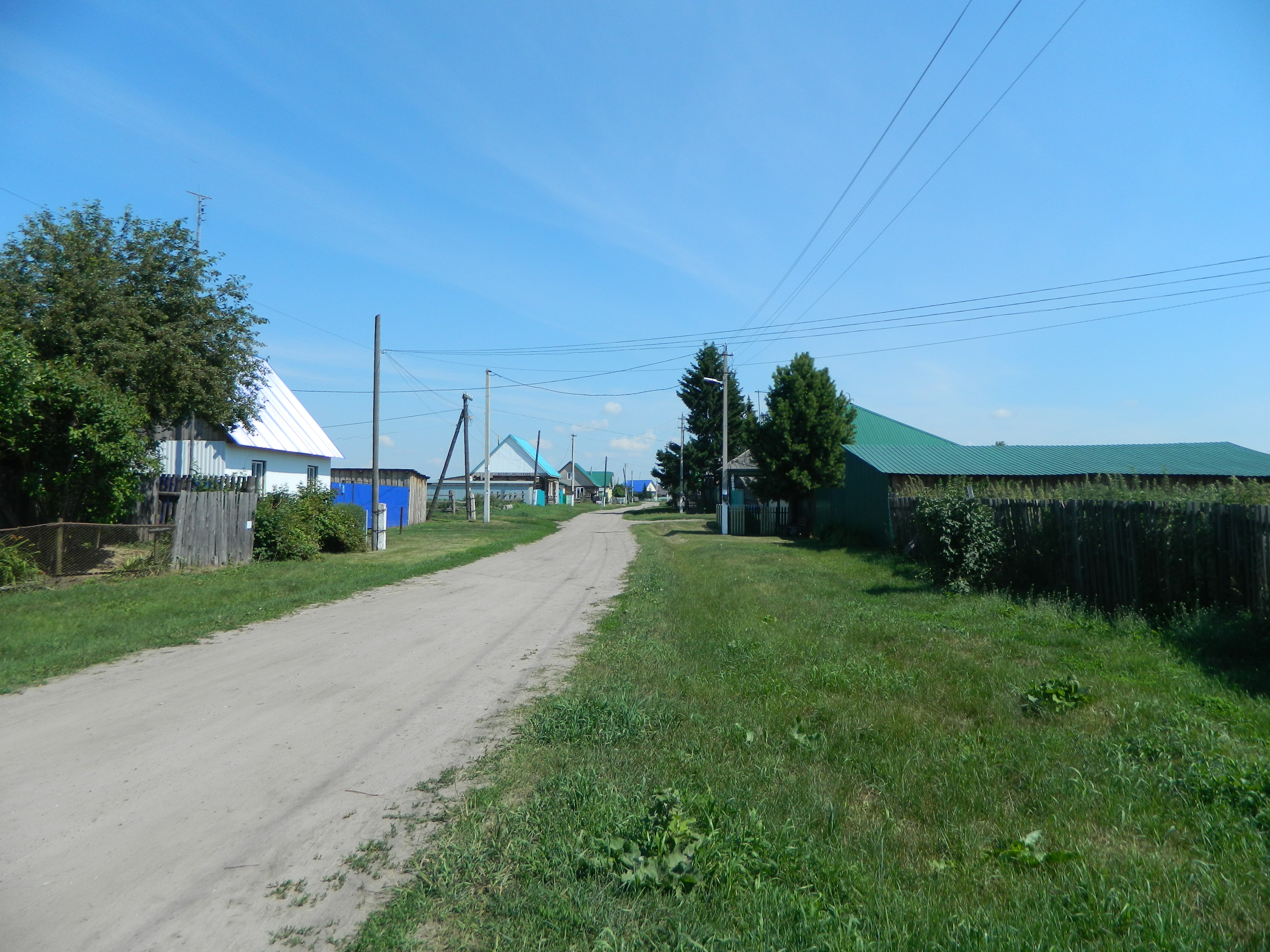
ул. Ленина
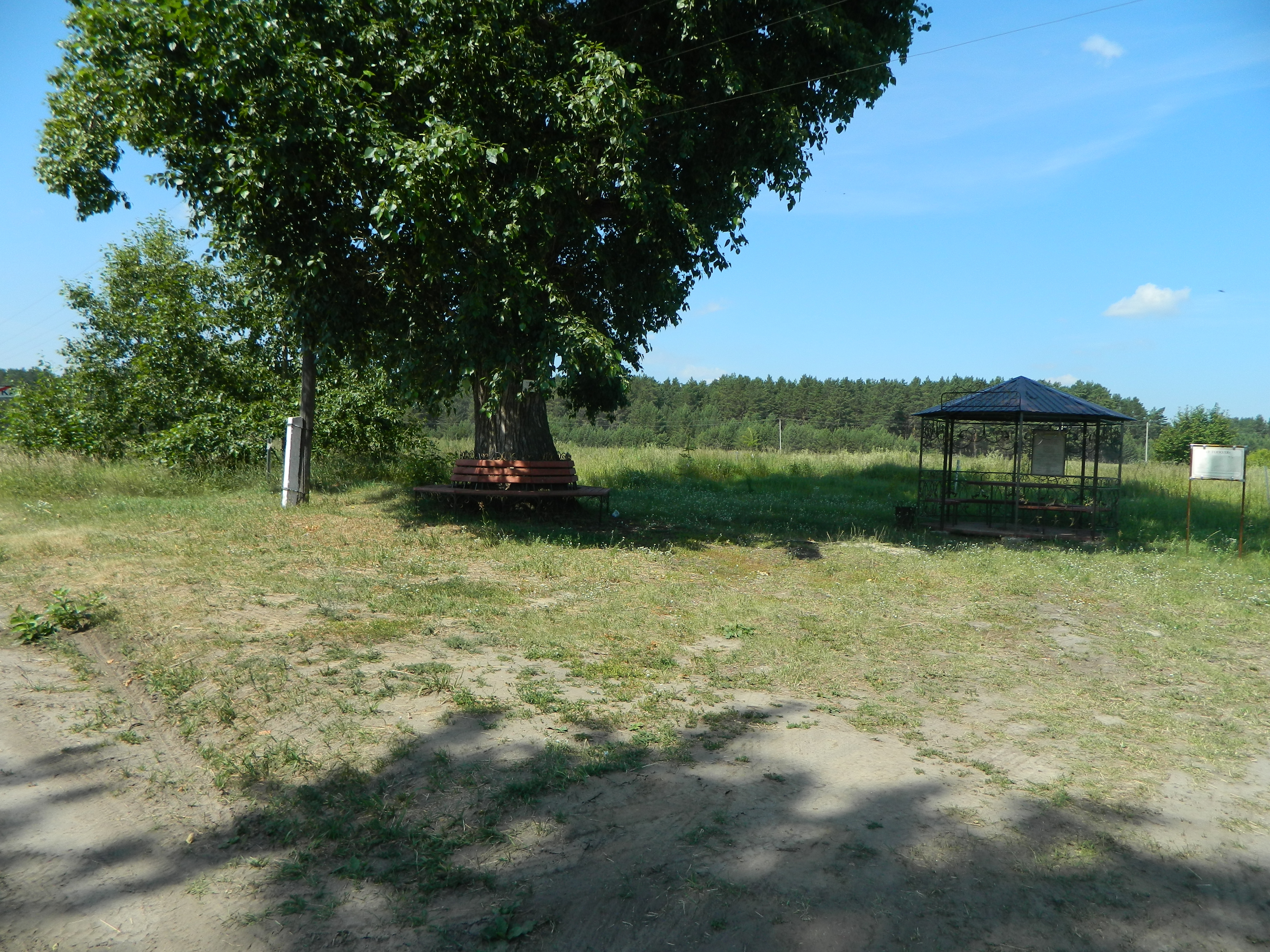
Беседка Колуниных